# Семе, Пиксли ка Исака
Пиксли каИсака Семе (зулу Pixley kaIsaka Seme; 1 октября 1881 — 7 июня 1951) — южноафриканский публицист и общественный деятель, один из основателей и генеральный президент (1930—1937) Африканского национального конгресса (АНК).

## Биография
Родился в Натале в Южной Африке на миссии Инанда Американской зулусской миссии. Его мать была сестрой Джона Л. Дубе и происходила из семьи местного вождя. В 17 лет Семе отправился на учебу в США, сперва он учился в школе Маунт Хермон, а затем в Колумбийском университете. В 1906 г. он удостоился медали за ораторское искусство. Во время вручения награды Семе обратился к собравшимся с речью, в которые были следующие слова: 

«Главная движущая сила, которая гарантирует возрождение африканских народов, — пробуждение расового самосознания <…> Африканские народы, хотя и не представляют собой монолитной расы, обладают единым, присущим им всем духом, который проявляется во всех их деяниях и кристаллизуется в единой направляющей идее. Споры и раздоры быстро исчезают перед лицом объединяющей силы <…> отношений, которые должны существовать между народами, связанными общей судьбой».

Это был один из первых ярких манифестов панафриканизма. В 1962 году полный текст этой речи воспроизвел Кваме Нкрума на Первом международном конгрессе африканистов в Аккре.
Получив степень бакалавра, он решил продолжить своё образование в Англии и поступил в Оксфорд, где стал изучать гражданское право. Обучаясь в Оксфорде, он создал клуб африканских студентов.

### Образование АНК
В Южную Африку Семе вернулся в 1911 году. В Йоханнесбурге он занялся частной юридической практикой. Вместе с другими молодыми африканцами, вернувшимися после обучения Англии, и лидерами Южноафриканского туземного конвента он работал над проектом создания организации, которая объединяла бы представителей африканского населения бывших английских колоний, а теперь провинций только что образованного Южно-Африканского Союза. 24 октября 1911 года в газете «Имво забанцунду», издававшейся Джоном Тенго Джабаву, вышла статья Семе «Туземный союз», ставшая последним толчком к созыву учредительного съезда новой организации африканцев в масштабах всего ЮАС. В 1912 году эти усилия привели к образованию Южноафриканского туземного национального конгресса (с 1923 года АНК). Семе был избран генеральным казначеем Конгресса. Также при его непосредственном участии был создан печатный орган Конгресса — газета «Абанту-бато». Она выходила на четырех языках: исизулу, исикоса, сесото и английском. Её на средства вождей Свазиленда издавал Семе.
В 1913 году Семе создал Южноафриканскую ассоциацию туземных фермеров, которая приобрела на свои средства две фермы в Трансваале, но принятие парламентом ЮАС «Акта о землях туземцев» в 1913 году остановило её деятельность по распространению коммерческого землевладения среди африканцев. В 1926 году он представлял интересы короля Свазиленда Собузы II в Великобритании в ходе его территориальных споров с ЮАС. Престиж Семе ещё больше вырос, когда в 1928 году Колумбийский университет присудил ему степень почетного доктора права.

### Руководство АНК и закат политической карьеры
В 1920-е годы тогдашний генеральный президент АНК Дж. Гумеде стал постепенно сближаться с Коммунистической партией Южной Африки. Это вызвало серьёзное беспокойство Семе и других умеренных лидеров Конгресса. На очередных выборах лидера организации в 1930 году Семе был избран генеральным президентом АНК.
Во главе АНК Семе не удалось добиться значительного успеха. Его действия по возрождению деятельности Палаты вождей АНК и попытки превратить АНК в организацию экономической взаимопомощи закончились провалом. Его популярность стала быстро падать. Семе обвиняли в политической инертности и в автократическом стиле правления. В 1937 году он потерпел поражение на очередных выборах генерального президента АНК, в это же время закрылась и издававшаяся им газета «Абанту-бато». Хотя он сохранял вовлеченность в политику вплоть до конца 1940-х годов, но уже не играл в ней значительной роли.
Семе был женат на Харриет, дочери последнего инкоси (правителя) зулусов Динузулу, сына Кечвайо. От этого брака у него родилось четверо сыновей и одна дочь.
Умер Семе 7 июня 1951 года в Йоханнесбурге.